# Temelucha sierrae
Temelucha sierrae är en stekelart som beskrevs av Dasch 1979. Temelucha sierrae ingår i släktet Temelucha och familjen brokparasitsteklar. Inga underarter finns listade i Catalogue of Life.